# 単純接触効果
単純接触効果（たんじゅんせっしょくこうか、英: mere exposure effect）は、（閾下であっても）繰り返し接すると好意度や印象が高まるという効果。1968年、アメリカ合衆国の心理学者ロバート・ザイアンスが論文 Zajonc (1968) にまとめ、知られるようになった。
ザイアンスの単純接触効果、ザイアンスの法則、ザイアンス効果などとも呼ばれる。対人関係については熟知性の原則と呼ばれる。

## 概要
はじめのうちは興味がなかったものも、何度も見たり聞いたりするうち、次第に良い感情が芽生えてくるという効果。たとえば、よく会う人や、何度も聞いている音楽は、好きになっていく。これは、見たり聞いたりすることで作られる潜在記憶が、印象評価に誤って帰属されるという、知覚的流暢性誤帰属説（misattribution of perceptual fluency）で説明されている。また、潜在学習や概念形成といったはたらきもかかわっているとされる。
図形や文字、衣服、味やにおいなど、いろいろなものに対して起こる。広告・宣伝の効果も、単純接触効果によるところが大きい。CMでの露出が多いほど単純接触効果が起きて、よい商品だと思ったり欲しいと思うようになる。
後の研究により、10回からは効果が低減することが分かっている。また対象に興味が無い段階では好感度が高まるが、一度嫌悪感を抱くと逆効果となることも分かっている。